# Yannick N'Djeng
Yannick N'Djeng (Yaoundé, 11 marzo 1990) è un ex calciatore camerunese, di ruolo attaccante.